# Geschirrabtropfschrank

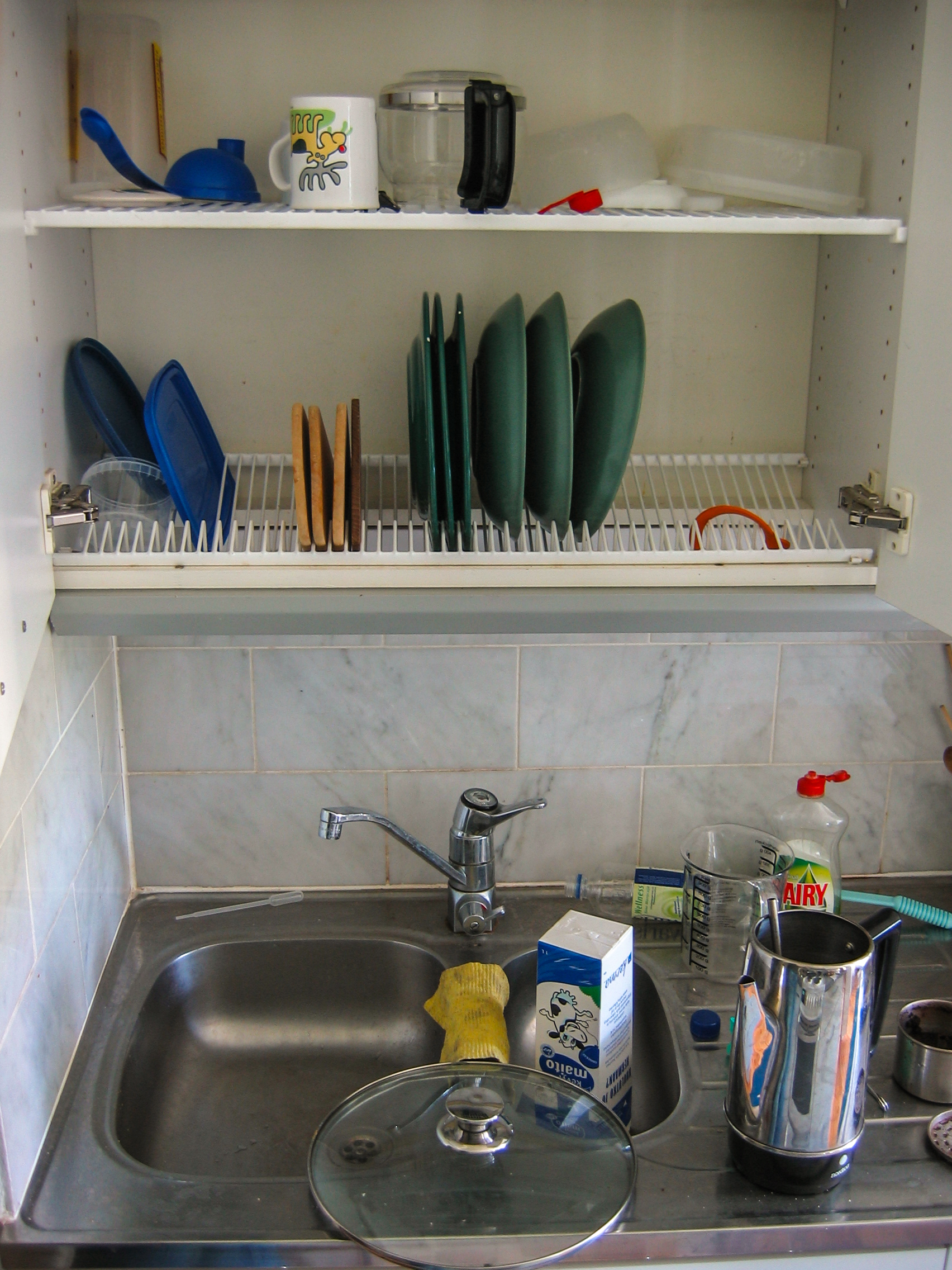
Geschirrabtropfschrank in einer finnischen Küche

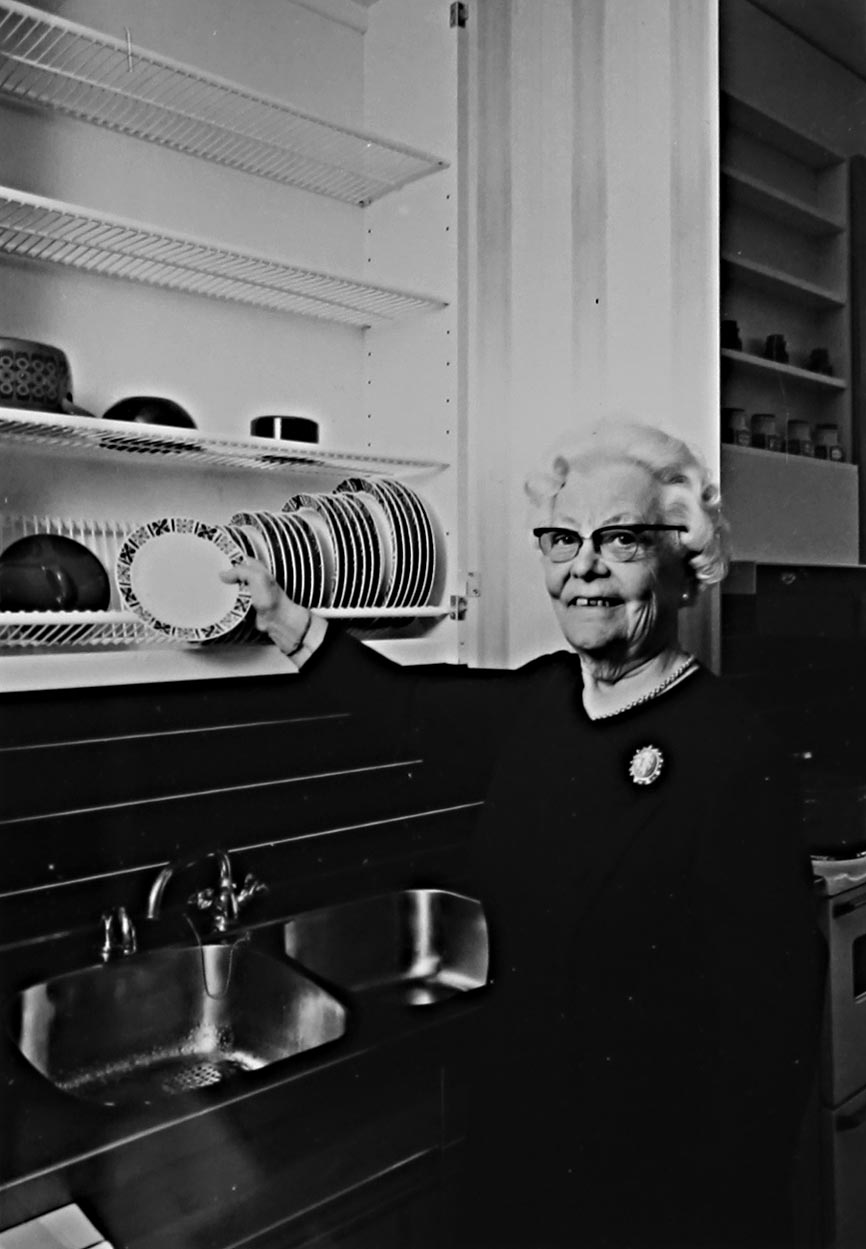
Die Erfinderin Maiju Gebhard

Der Geschirrabtropfschrank (finnisch astiankuivauskaappi, schwedisch torkskåp) ist ein Gebrauchsmöbel, das sich in fast jeder finnischen Küche findet.
Er wurde gegen Ende des Zweiten Weltkrieges von der Hauswirtschaftslehrerin Maiju Gebhard (* 15. September 1896 in Helsinki; † 18. Juli 1986 ebenda) erfunden. Bis zu ihrer Erfindung wurde Geschirr in Finnland nach dem Abwasch zunächst auf Abtropfgestellen schwedischen Typs zum Trocknen aufgestellt, meist raumgreifend auf dem Esstisch selbst; oftmals wurde es auch von Hand getrocknet und dann im Schrank verstaut. Gebhards Idee bestand nun darin, die Regalböden der Verwahrschränke über dem Spülbecken durch Trockengitter zu ersetzen. Bei der Wahl der „größten Finnen“ erreichte Gebhart den 94. Rang.
Das Patent auf den Geschirrabtropfschrank erwarb das Unternehmen Enso-Gutzeit, das 1948 mit der serienmäßigen Fertigung begann. Seit 1954 wird für die Abtropfgitter statt Holz dicker kunststoffüberzogener Stahldraht verbaut. 
Das Onlinemagazin ChangeX bezeichnete den Abtropfschrank als eine der 100 wichtigsten sozialen Innovationen aus Finnland. Möglicherweise aufgrund des umfangreichen Möbelimports aus Finnland verbreitete sich das System in der Sowjetunion (russisch suschilka dlja posudy сушилка для посуды). Ähnliche Systeme sind auch in Italien (scolapiatti) und Spanien (escurreplatos) verbreitet.